# ツール・ド・フランス2019
ツール・ド・フランス 2019 (仏: Tour de France 2019)は、ツール・ド・フランスの106回目のレース。2019年7月6日から7月28日まで行われた。

## 概要
マイヨジョーヌ100周年を記念して、各ステージで異なるデザインのマイヨジョーヌが総合首位の選手に送られる。

## 参加チーム

### UCIプロコンチネンタルチーム
- アルケア・サムシック
- コフィディス・ソリュシオンクレディ
- トタル・ディレクト・エネルジー
- ワンティ・グループ・ゴベール

## 日程
| ステージ | 開催日   | コース                                          | type                           | 距離 (km) | ステージ勝者                 | 全体リーダー               |
| -------- | -------- | ----------------------------------------------- | ------------------------------ | --------- | ---------------------------- | -------------------------- |
| 1        | 07月06日 | ブリュッセル市 – ブリュッセル市                 | 平坦ステージ                   | 194.5     | マイク・トゥニセン           | マイク・トゥニセン         |
| 2        | 07月07日 | ブリュッセル市 – ブリュッセル市                 | チームタイムトライアルステージ | 27.6      | Team Jumbo-Visma             | マイク・トゥニセン         |
| 3        | 07月08日 | バンシュ – エペルネー                           | 丘陵ステージ                   | 215       | ジュリアン・アラフィリップ   | ジュリアン・アラフィリップ |
| 4        | 07月09日 | ランス – ナンシー                               | 平坦ステージ                   | 213.5     | エリア・ヴィヴィアーニ       | ジュリアン・アラフィリップ |
| 5        | 07月10日 | サン＝ディエ＝デ＝ヴォージュ – コルマール       | 丘陵ステージ                   | 175.5     | ペーター・サガン             | ジュリアン・アラフィリップ |
| 6        | 07月11日 | ミュルーズ – ラ・プランシュ・デ・ベル・フィーユ | 山岳ステージ                   | 160.5     | ディラン・トゥーンス         | ジュリオ・チッコーネ       |
| 7        | 07月12日 | ベルフォール – シャロン＝シュル＝ソーヌ         | 平坦ステージ                   | 230       | ディラン・フルーネヴェーヘン | ジュリオ・チッコーネ       |
| 8        | 07月13日 | マコン – サン＝テティエンヌ                     | 丘陵ステージ                   | 200       | トーマス・デ・ヘント         | ジュリアン・アラフィリップ |
| 9        | 07月14日 | サン＝テティエンヌ – ブリウド                   | 丘陵ステージ                   | 170.5     | ダリル・インピー             | ジュリアン・アラフィリップ |
| 10       | 07月15日 | サン＝フルール – アルビ                         | 平坦ステージ                   | 217.5     | ワウト・ファン・アールト     | ジュリアン・アラフィリップ |
| 11       | 07月17日 | アルビ – トゥールーズ                           | 平坦ステージ                   | 167       | カレブ・ユアン               | ジュリアン・アラフィリップ |
| 12       | 07月18日 | トゥールーズ – バニェール＝ド＝ビゴール         | 山岳ステージ                   | 209.5     | サイモン・イェーツ           | ジュリアン・アラフィリップ |
| 13       | 07月19日 | ポー – ポー                                     | 個人タイムトライアルステージ   | 27.2      | ジュリアン・アラフィリップ   | ジュリアン・アラフィリップ |
| 14       | 07月20日 | タルブ – ツールマレー峠                         | 山岳ステージ                   | 117.5     | ティボー・ピノ               | ジュリアン・アラフィリップ |
| 15       | 07月21日 | リムー – フォワ                                 | 山岳ステージ                   | 185       | サイモン・イェーツ           | ジュリアン・アラフィリップ |
| 16       | 07月23日 | ニーム – ニーム                                 | 平坦ステージ                   | 177       | カレブ・ユアン               | ジュリアン・アラフィリップ |
| 17       | 07月24日 | ポン・デュ・ガール – ギャップ                   | 丘陵ステージ                   | 200       | マッテオ・トレンティン       | ジュリアン・アラフィリップ |
| 18       | 07月25日 | アンブラン – Valloire                           | 山岳ステージ                   | 208       | ナイロ・キンタナ             | ジュリアン・アラフィリップ |
| 19       | 07月26日 | サン＝ジャン＝ド＝モーリエンヌ – イズラン峠     | 山岳ステージ                   | 89        | stage neutralised            | エガン・ベルナル           |
| 20       | 07月27日 | アルベールヴィル – ヴァル・トランス             | 山岳ステージ                   | 59.5      | ヴィンチェンツォ・ニバリ     | エガン・ベルナル           |
| 21       | 07月28日 | ランブイエ – パリ                               | 平坦ステージ                   | 128       | カレブ・ユアン               | エガン・ベルナル           |

- グランデパールは、ベルギーの首都ブリュッセル。ベルギーでグランデパールを迎えるのは2012年以来7年ぶり5回目[2] エディ・メルクスのツール・ド・フランス初優勝から50周年を祝う意味も込めらえれている。
- 第2ステージにチームタイムトライアルが行われる。個人タイムトライアルは第13ステージの1回。
- フランス入国後は一度も国外には出ない。大西洋側に出るステージもない。二大山脈はピレネー山脈→アルプス山脈の順に通過。
- 第19ステージは、コース終盤が降雹および土砂崩れが発生し、該当箇所の手前で通過したイズラン峠でのタイムを以ってレースを中止。総合成績にはイズラン峠通過のタイムで反映されるが、ステージ優勝及び敢闘賞は無しとなった[3]。
- 第20ステージは、前日の荒天により発生した土砂崩れのため、大幅にコースを短縮して実施された。
- 第21ステージは、シャンゼリゼ通りに向かうパリ市内の経路が、同年4月に火災に見舞われたノートルダム大聖堂の傍を通るコースとなった[4]。

## 各賞の変遷
| 区間     | 区間勝者                     | 総合首位                   | ポイント賞         | 山岳賞                           | 新人賞                   | チーム総合首位           | 敢闘賞                         |
| -------- | ---------------------------- | -------------------------- | ------------------ | -------------------------------- | ------------------------ | ------------------------ | ------------------------------ |
| 1        | マイク・トゥニセン           | マイク・トゥニセン         | マイク・トゥニセン | フレフ・ファン・アーヴェルマート | カレブ・ユアン           | チーム・ユンボ・ヴィスマ | ステファヌ・ロセット           |
| 2        | チーム・ユンボ・ヴィスマ     | マイク・トゥニセン         | マイク・トゥニセン | フレフ・ファン・アーヴェルマート | ワウト・ファン・アールト | チーム・ユンボ・ヴィスマ | なし                           |
| 3        | ジュリアン・アラフィリップ   | ジュリアン・アラフィリップ | ペテル・サガン     | ティム・ウェレンス               | ワウト・ファン・アールト | チーム・ユンボ・ヴィスマ | ティム・ウェレンス             |
| 4        | エリア・ヴィヴィアーニ       | ジュリアン・アラフィリップ | ペテル・サガン     | ティム・ウェレンス               | ワウト・ファン・アールト | チーム・ユンボ・ヴィスマ | ミヒャエル・シェーア           |
| 5        | ペテル・サガン               | ジュリアン・アラフィリップ | ペテル・サガン     | ティム・ウェレンス               | ワウト・ファン・アールト | チーム・ユンボ・ヴィスマ | トムス・スクインス             |
| 6        | ディラン・トゥーンス         | ジュリオ・チッコーネ       | ペテル・サガン     | ティム・ウェレンス               | ジュリオ・チッコーネ     | トレック・セガフレード   | ティム・ウェレンス             |
| 7        | ディラン・フルーネヴェーヘン | ジュリオ・チッコーネ       | ペテル・サガン     | ティム・ウェレンス               | ジュリオ・チッコーネ     | トレック・セガフレード   | ヨアン・オフルド               |
| 8        | トーマス・デ・ヘント         | ジュリアン・アラフィリップ | ペテル・サガン     | ティム・ウェレンス               | ジュリオ・チッコーネ     | トレック・セガフレード   | トーマス・デ・ヘント           |
| 9        | ダリル・インピー             | ジュリアン・アラフィリップ | ペテル・サガン     | ティム・ウェレンス               | ジュリオ・チッコーネ     | トレック・セガフレード   | ティシュ・ベノート             |
| 10       | ワウト・ファン・アールト     | ジュリアン・アラフィリップ | ペテル・サガン     | ティム・ウェレンス               | エガン・ベルナル         | モビスター・チーム       | ナトナエル・ベルハネ           |
| 11       | カレブ・ユアン               | ジュリアン・アラフィリップ | ペテル・サガン     | ティム・ウェレンス               | エガン・ベルナル         | モビスター・チーム       | アイメ・デ・ヘント             |
| 12       | サイモン・イェーツ           | ジュリアン・アラフィリップ | ペテル・サガン     | ティム・ウェレンス               | エガン・ベルナル         | トレック・セガフレード   | マッテオ・トレンティン         |
| 13       | ジュリアン・アラフィリップ   | ジュリアン・アラフィリップ | ペテル・サガン     | ティム・ウェレンス               | エンリク・マス           | トレック・セガフレード   | なし                           |
| 14       | ティボー・ピノ               | ジュリアン・アラフィリップ | ペテル・サガン     | ティム・ウェレンス               | エガン・ベルナル         | モビスター・チーム       | エリ・ジェスベール             |
| 15       | サイモン・イェーツ           | ジュリアン・アラフィリップ | ペテル・サガン     | ティム・ウェレンス               | エガン・ベルナル         | モビスター・チーム       | ミケル・ランダ                 |
| 16       | カレブ・ユアン               | ジュリアン・アラフィリップ | ペテル・サガン     | ティム・ウェレンス               | エガン・ベルナル         | モビスター・チーム       | アレクシー・グジャール         |
| 17       | マッテオ・トレンティン       | ジュリアン・アラフィリップ | ペテル・サガン     | ティム・ウェレンス               | エガン・ベルナル         | トレック・セガフレード   | マッテオ・トレンティン         |
| 18       | ナイロ・キンタナ             | ジュリアン・アラフィリップ | ペテル・サガン     | ロマン・バルデ                   | エガン・ベルナル         | モビスター・チーム       | フレフ・ファン・アヴェルマート |
| 19       | 勝者なし                     | エガン・ベルナル           | ペテル・サガン     | ロマン・バルデ                   | エガン・ベルナル         | モビスター・チーム       | なし                           |
| 20       | ヴィンチェンツォ・ニバリ     | エガン・ベルナル           | ペテル・サガン     | ロマン・バルデ                   | エガン・ベルナル         | モビスター・チーム       | ヴィンチェンツォ・ニバリ       |
| 21       | カレブ・ユアン               | エガン・ベルナル           | ペテル・サガン     | ロマン・バルデ                   | エガン・ベルナル         | モビスター・チーム       | なし                           |
| 最終成績 | 最終成績                     | エガン・ベルナル           | ペテル・サガン     | ロマン・バルデ                   | エガン・ベルナル         | モビスター・チーム       | ジュリアン・アラフィリップ     |

## 総合成績
| \| 総合順位 \| 総合順位 \| 総合順位 \| 総合順位 \| 総合順位 \| \| 選手 \| 選手 \| チーム \| 時間 \| \| \| -------- \| ------------------------------ \| -------------------------- \| --------------- \| -------- \| \| 1. \| エガン・ベルナル \| Team Ineos \| 82時間57分00秒 \| \| \| 2. \| ゲラント・トーマス \| Team Ineos \| + 1分11秒 \| \| \| 3. \| ステーフェン・クラウスヴァイク \| Team Jumbo-Visma \| + 1分31秒 \| \| \| 4. \| エマヌエル・ブーフマン \| Bora-Hansgrohe \| + 1分56秒 \| \| \| 5. \| ジュリアン・アラフィリップ \| Deceuninck-Quick Step \| + 4分05秒 \| \| \| 6. \| ミケル・ランダ \| Movistar Team \| + 4分23秒 \| \| \| 7. \| リゴベルト・ウラン \| EF Education First \| + 5分15秒 \| \| \| 8. \| ナイロ・キンタナ \| Movistar Team \| + 5分30秒 \| \| \| 9. \| アレハンドロ・バルベルデ \| Movistar Team \| + 6分12秒 \| \| \| 10. \| ワレン・バルギル \| Arkéa-Samsic \| + 7分32秒 \| \| \| 11. \| リッチー・ポート \| Trek-Segafredo \| + 12分42秒 \| \| \| 12. \| ギヨーム・マルタン \| Wanty-Gobert \| + 22分08秒 \| \| \| 13. \| ダヴィド・ゴデュ \| Groupama-FDJ \| + 23分58秒 \| \| \| 14. \| ファビオ・アル \| UAE Team Emirates \| + 27分36秒 \| \| \| 15. \| ロマン・バルデ \| AG2R La Mondiale \| + 30分23秒 \| \| \| 16. \| ロマン・クロイツィガー \| Dimension Data \| + 36分09秒 \| \| \| 17. \| セバスチャン・ライヒェンバッハ \| Groupama-FDJ \| + 44分29秒 \| \| \| 18. \| ダニエル・マーティン \| UAE Team Emirates \| + 45分21秒 \| \| \| 19. \| アレクセイ・ルツェンコ \| Astana \| + 48分52秒 \| \| \| 20. \| ヘスス・エラダ \| Cofidis, Solutions Crédits \| + 51分57秒 \| \| \| 21. \| クサンドロ・ムーリッセ \| Wanty-Gobert \| + 56分47秒 \| \| \| 22. \| エンリク・マス \| Deceuninck-Quick Step \| + 58分20秒 \| \| \| 23. \| ローレンス・デプルス \| Team Jumbo-Visma \| + 1時間02分44秒 \| \| \| 24. \| ジョージ・ベネット \| Team Jumbo-Visma \| + 1時間04分40秒 \| \| \| 25. \| グレゴール・ミュールベルガー \| Bora-Hansgrohe \| + 1時間04分40秒 \| \| |                                |                            |                 |
| |                                |                            |                 |
| 出典: ProCyclingStats |                                |                            |                 |
| 総合順位 |                                |                            |                 |
| 選手 | 選手                           | チーム                     | 時間            |
| 1. | エガン・ベルナル               | Team Ineos                 | 82時間57分00秒  |
| 2. | ゲラント・トーマス             | Team Ineos                 | + 1分11秒       |
| 3. | ステーフェン・クラウスヴァイク | Team Jumbo-Visma           | + 1分31秒       |
| 4. | エマヌエル・ブーフマン         | Bora-Hansgrohe             | + 1分56秒       |
| 5. | ジュリアン・アラフィリップ     | Deceuninck-Quick Step      | + 4分05秒       |
| 6. | ミケル・ランダ                 | Movistar Team              | + 4分23秒       |
| 7. | リゴベルト・ウラン             | EF Education First         | + 5分15秒       |
| 8. | ナイロ・キンタナ               | Movistar Team              | + 5分30秒       |
| 9. | アレハンドロ・バルベルデ       | Movistar Team              | + 6分12秒       |
| 10. | ワレン・バルギル               | Arkéa-Samsic               | + 7分32秒       |
| 11. | リッチー・ポート               | Trek-Segafredo             | + 12分42秒      |
| 12. | ギヨーム・マルタン             | Wanty-Gobert               | + 22分08秒      |
| 13. | ダヴィド・ゴデュ               | Groupama-FDJ               | + 23分58秒      |
| 14. | ファビオ・アル                 | UAE Team Emirates          | + 27分36秒      |
| 15. | ロマン・バルデ                 | AG2R La Mondiale           | + 30分23秒      |
| 16. | ロマン・クロイツィガー         | Dimension Data             | + 36分09秒      |
| 17. | セバスチャン・ライヒェンバッハ | Groupama-FDJ               | + 44分29秒      |
| 18. | ダニエル・マーティン           | UAE Team Emirates          | + 45分21秒      |
| 19. | アレクセイ・ルツェンコ         | Astana                     | + 48分52秒      |
| 20. | ヘスス・エラダ                 | Cofidis, Solutions Crédits | + 51分57秒      |
| 21. | クサンドロ・ムーリッセ         | Wanty-Gobert               | + 56分47秒      |
| 22. | エンリク・マス                 | Deceuninck-Quick Step      | + 58分20秒      |
| 23. | ローレンス・デプルス           | Team Jumbo-Visma           | + 1時間02分44秒 |
| 24. | ジョージ・ベネット             | Team Jumbo-Visma           | + 1時間04分40秒 |
| 25. | グレゴール・ミュールベルガー   | Bora-Hansgrohe             | + 1時間04分40秒 |